# Five (manga)
Pour les articles homonymes, voir Five.
Five (ファイブ) est un shōjo manga écrit et dessiné par Shiori Furukawa. Il a été prépublié dans le magazine Bessatsu Margaret entre 2004 et février 2011, puis compilé en un total de quinze tomes entre octobre 2004 et mai 2011. La version française est éditée par Kana depuis mars 2009, et le dernier volume traduit est publié depuis décembre 2012.
Five raconte les aventures de Hina Asō, une jeune fille baladée de ville en ville depuis sa plus tendre enfance par les mutations à répétitions de son père.

## Histoire
Quand son père arrive enfin à emménager pour une période durable, Hina arrive dans un lycée bizarre où les classes sont constituées en fonction du niveau scolaire des élèves. Étant très douée, elle est intégrée dans la classe des A+ dont elle est la première fille, la classe n'étant que masculine. Mais elle n'est pas au bout de ses peines quand Toshi Shimizu, le leader des cinq élèves les plus doués — mais aussi les plus turbulents — de la classe des A+ la prend sous son aile. Au fur et à mesure de l'histoire, elle se rend compte qu'elle n'est pas obligée d'être copine qu'avec des filles et que cette amitié qu'elle entretient avec ces cinq garçons lui suffit pleinement.

## Personnages

### Personnages principaux
- Hina Asō est le personnage principal du manga. Ballottée depuis qu'elle est petite par ses parents, elle n'espère qu'une chose, goûter enfin aux joies de la vie d'une élève ordinaire. Elle est surnommée "la princesse" par les Five. Elle a peur du tonnerre car dans son enfance la foudre s'est abattue plusieurs fois sur sa maison. Elle est très naïve et elle se rendra compte un peu tard qu'elle est en fait amoureuse de Toshi et finira avec lui. Elle est très souvent sauvée par Toshi et les five de situations fâcheuses qu'elle a le don de provoquer (quand elle boit du café ou qu'elle est énervée elle devient incontrôlable et ne se souvient de rien par la suite. Les five auront plusieurs fois eu recours au café dans les situations désespérées).
- Toshi Shimizu est le chef des Five, les garçons les plus doués de la classe, où il arrive toujours en retard. Il a tellement de filles à sa disposition qu'il trouve la monogamie ringarde. Il est aussi très doué en combat, cependant il a peur du noir.
- Kojirō Yauchi est dévoué envers Toshi qu'il considère comme son maître. Il est extrêmement doué au katana, sérieux et peu loquace. Il fait partie des Five.
- Jun Tairaku est le plus intelligent de la classe, il le montre à l'examen de fin d'année en résolvant un calcul niveau bac+4 de tête. Il est aussi l'héritier du Seirôan, qui est un restaurant qui jouit des faveurs des grandes puissances. Il fait partie des Five.
- Takui Iwabuchi est le plus sportif des Five. Il adore le skate.C'est aussi la "maitresse de maison". Il aime secrètement la princesse mais n'ose pas lui dire. Il est facilement reconnaissable grâce à son pansement sur le nez.
- Nao Arisawa est le plus "gamin" des Five. Il est très riche car son père est directeur d'une grande société. Comme Takui, il aime la princesse et ferait n'importe quoi pour elle.

### Personnages secondaires
- Chiwa Masato est l'amie d'enfance de Toshi et Tōru. Elle vit la plupart du temps à New-York.
- Tōru Yamachika est le président du conseil des élèves du lycée Shūei.
- Etsu Nakagame est la vice-présidente du conseil des élèves. Elle est amoureuse de Tōru et est la sœur jumelle de Mitsu Nakagame.
- Mitsu Nakagame est le trésorier du conseil des élèves. Il est aussi le rival de Jun Tairaku en informatique et est le frère jumeau de Etsu Nakagame.
- Komoro Kana est la secrétaire du conseil des élèves. Capitaine du club de karaté, elle est la rivale de Kojirō Yauchi qui est capitaine du club de kendo.
- Dairi Asō est le frère de Hina.
- Urara Mishima est la cousine de Tōru Yamachika, et est également amoureuse de Kojirō Yauchi. On apprend plus tard qu'il s'agit en réalité d'un garçon.

## Manga

### Fiche technique
- Édition japonaise : Shueisha
  - Nombre de volumes sortis : 15 (terminé)
  - Date de première publication : 25 octobre 2004
  - Prépublication : Bessatsu Margaret
- Édition française : Kana
  - Nombre de volumes sortis : 15 (terminé)
  - Date de première publication : 20 mars 2009
  - Format : 115 mm × 175 mm
  - 192 pages par volume

### Liste des volumes
| no | Japonais          | Japonais          | Français        | Français          |
| no | Date de sortie    | ISBN              | Date de sortie  | ISBN              |
| --- | ----------------- | ----------------- | --------------- | ----------------- |
| 1 | 25 octobre 2004   | 4-08-847793-6     | 20 mars 2009    | 978-2-5050-0546-9 |
| Personnage en couverture : Toshi ShimizuListe des chapitres : - #1 - Adieu les mutations, bonjour la stabilité ! - #1.5 - Question impromptue - #2 - Un coup de tonnerre dans les ténèbres - #2.5 - Question impromptue, deuxième - #3 - Un petit café ? - #3.5 - 5 + 1 = 6 bonnes excuses - #4 - L'heure de la Battle royale a sonné ! |                   |                   |                 |                   |
| 2 | 25 avril 2005     | 4-08-847849-5     | 17 avril 2009   | 978-2-5050-0556-8 |
| Personnage en couverture : Hina AsōListe des chapitres : - #5 - Pouêt pouêt - #5.5 - Masato's room - #6 - Soleil, ne te lève pas ! - #6.5 - Le soleil vient de se lever... - Love... & Peace |                   |                   |                 |                   |
| 3 | 25 août 2005      | 4-08-847884-3     | 12 juin 2009    | 978-2-5050-0587-2 |
| Personnage en couverture : Nao ArisawaListe des chapitres : - #7 - Bingo ! - #8 - Rêverie - #9 - Une heureuse erreur de calcul - #10 - Début de la nouvelle manche - #Hors-série - La légende cachée de l'île des démons - #Supplément - Cendrillon et la pantoufle de bois                                                             |                   |                   |                 |                   |
| 4 | 24 février 2006   | 4-08-846034-0     | 21 août 2009    | 978-2-5050-0664-0 |
| Personnage en couverture : Jun TairakuListe des chapitres : - #11 - Méfiance - #12 - Le syndrome de la balle supersonique - #13 - Culottée ! - #14 - Attention à... - #14.5 - Petite contrariété fortuite (1re partie) - #15 - Cendrillon à minuit                                                                                      |                   |                   |                 |                   |
| 5 | 25 août 2006      | 4-08-846088-X     | 2 octobre 2009  | 978-2-5050-0703-6 |
| Personnage en couverture : Takui IwabushiListe des chapitres : - #16 - 23h55 - #17 - 00h05 - #17.5 - Les souffrance du jeune Yauchi - #18 - Aujourd'hui, c'est curry ! - #18.5 - Les souffrances du jeune Tairaku - #19 - Devoirs de vacances - #20 - La lune et le soleil                                                              |                   |                   |                 |                   |
| 6 | 23 février 2007   | 978-4-08-846144-1 | 4 décembre 2009 | 978-2-5050-0738-8 |
| Personnage en couverture : Yauchi KojirōListe des chapitres : - #21 - Salty rain - #22 - Le centre du monde - #23 - Nom de code : Bambi - #24 - 4 septembre - #25 - 5 septembre |                   |                   |                 |                   |
| 7 | 24 août 2007      | 978-4-08-846206-6 | 2 avril 2010    | 978-2-5050-0890-3 |
| Personnage en couverture : Chiwa MasatoListe des chapitres : - #26 - La lettre d'amour noire - #27 - Tentation angélique - #28 - Benvenuto - #29 - Crime et guet-apens - #30 - Sayonara, bye-bye - #30.5 - Goodbye to farewell |                   |                   |                 |                   |
| 8 | 25 février 2008   | 978-4-08-846267-7 | 20 août 2010    | 978-2-5050-0844-6 |
| Personnage en couverture : Tōru YamachikaListe des chapitres : - #31 - Spicy Gang - #32 - L'armée blanche - #33 - Le secret de Hina Asou - #34 - Ce n'est ni un shortcake, ni un cheese-cake, mais un mont-blanc - #35 - Back country drop                                                                                              |                   |                   |                 |                   |
| 9 | 23 mai 2008       | 978-4-08-846298-1 | 3 décembre 2010 | 978-2-5050-1009-8 |
| Personnage en couverture : Etsu NakagomeListe des chapitres : - #36 - Girls Fight ! - #37 - En avant la cuisine ! - #38 - La forme de l'amour - #39 - De l'autre côté de l'objectif - #40 - À la mode Yamachika - #41 - Ce jour-là, à cette heure-là, à cet endroit-là                                                                  |                   |                   |                 |                   |
| 10 | 24 novembre 2008  | 978-4-08-846358-2 | 15 avril 2011   | 978-2-5050-1080-7 |
| Personnage en couverture : Mitsu NakagomeListe des chapitres : - #42 - Où est passé mon ange ? - #43 - Boy's Talk - #44 - Ça fait mal, princesse ! - #45 - À combien estimes-tu ta fierté ? - #46 - Berry berry shotcake - #47 - Love Station                                                                                           |                   |                   |                 |                   |
| 11 | 25 mai 2009       | 978-4-08-846408-4 | 26 août 2011    | 978-2-5050-1209-2 |
| Personnage en couverture : Komoro KanaListe des chapitres : - #48 - La croisée des chemins - #49 - Mystery rhapsody - #50 - Honey honey honey - #51 - Thus and thus - #52 - L'incident des bains mixtes - #53 - Ping pang pong - Five G1 : Opération V                                                                                  |                   |                   |                 |                   |
| 12 | 25 septembre 2009 | 978-4-08-846446-6 | 2 décembre 2011 | 978-2-5050-1275-7 |
| Personnage en couverture : Dairi AsōListe des chapitres : - #54 - Sous les étoiles et les cerisiers - #55 - Un monde qui danse - #56 - Occasion - #57 - Hésitation - #58 - Au cœur des ténèbres - #59 - Les amarantines - #60 - Mais tu...                                                                                              |                   |                   |                 |                   |
| 13 | 25 mars 2010      | 978-4-08-846507-4 | 16 mars 2012    | 978-2-5050-1420-1 |
| Personnage en couverture : Urara Mishima |                   |                   |                 |                   |
| 14 | 24 septembre 2010 | 978-4-08-846570-8 | 24 août 2012    | 978-2-5050-1522-2 |
| 15 | 25 mars 2011      | 978-4-08-846656-9 | 7 décembre 2012 | 978-2-5050-1580-2 |
| Personnage en couverture : Toshi Shimizu |                   |                   |                 |                   |